# Frederik Bøgh (rektor)
 For alternative betydninger, se Frederik Bøgh. (Se også artikler, som begynder med Frederik Bøgh)
Frederik Bøgh (født 18. februar 1880 i Tranekær, død 14 september 1967 på Sankt Lukas Stiftelsen i Hellerup) var en dansk skolemand.

## Karriere
Han var søn af godsinspektør Otto Bøgh (1846-1910) og hustru Eleonore Bøgh, f. Møller (1849-1930). Bror til præsten Svend Bøgh (1886-1979) og til missionæren Eli Bøgh (1893-1981). Gift 1910 med Karen Margrethe Lauritzen (1887-1973). Far til domprovst Jørgen Bøgh (1917-1997). 
Bøgh blev matematisk student fra Odense Katedralskole 1898. Han studerede herefter matematik og tog magisterkonferens 1905, hvorefter han blev ansat som lærer ved Frederiksberg Gymnasium, en tid tillige ved Henrik Madsens Skole og ved Døckers Kursus. I 1920 blev han adjunkt og 1921 lektor ved Vestre Borgerdydskole. Han var desuden pædagogisk konsulent ved De forenede skoler 1920-34.
I 1924 blev han rektor for Christianshavns Gymnasium og fungerede frem til sin pensionering i 1948 som en meget anerkendt skoleleder og underviser. 

## Tillidshverv
Frederik Bøgh var aktiv i en lang række faglige og kollegiale sammenhænge, hvor han altid var meget optaget af at forbedre lærernes kår og ofte fungerede som en samlingsskikkelse i kritiske situationer. 
I 1906 blev han bestyrelsesmedlem i Privatskolernes Fagordnede Lærerforening, og var formand for foreningen i de vigtige år 1917-19, hvor spørgsmålet om de mange frivillige privatskolelæreres aflønningsforhold fandt sin løsning. 
Frederik Bøgh var formand for Gymnasieskolernes Lærerforening 1944-45. 
Han var desuden aktiv i Det Pædagogiske Selskab, hvis formand han var 1931-34 og han var redaktør af dets tidsskrift Vor Ungdom 1931-37 og 1948-52. Han var selv forfatter til adskillige artikler i tidsskiftet, hvor han bl.a. var den første, der gjorde opmærksom på de store krav, "de store årgange" fra årene lige omkring befrielsen ville stille til skolevæsenet. 
Han var ledende i skabelsen af Dansk Pædagogisk Tidsskift 1953, som var resultatet af sammenlægningen af Vor Ungdom og Socialpædagogisk Tidsskrift. Bøgh var herefter medredaktør af det nye tidsskrift i dets første år og stod desuden for dets økonomi gennem flere år. 
1923-28 var Frederik Bøgh medredaktør af Matematisk Tidsskrift Afd. A. 
Sammen med H.J. Pihl udgav han i 1922 Regnebog for 5. Underklasse, som udkom i adskillige oplag frem til 1950'erne. 
Bøgh var formand for bestyrelsen og forretningsudvalget for KFUM's seminarium, formand for Forsørgelsesforeningen og for Hvilehjem for Lærerinder.
Han reviderede i en årrække en række private skolers og kursers regnskaber for Undervisningsministeriet. 

## Modstandsmand
Under besættelsen var han en central del af "Lyngbygruppen" – en gruppe ledet af Aage Bertelsen der – som Frederik Bøgh selv – boede i Kongens Lyngby. Gruppen hjalp danske jøder med at flygte til Sverige og hjalp jøder, som under falsk identitet opholdt sig på gymnasiet.
I Dansk Biografisk Leksikon har Per Krarup karakteriseret ham på følgende måde: ”Med sit kristne livssyn, sin fordomsfri og kloge holdning til pædagogiske spørgsmål og sin ranke personlighed var Bøgh højt respekteret af alle.”
Frederik Bøgh blev Ridder af Dannebrogordenen 1938, Dannebrogsmand 1948 og Kommandør af Dannebrogsordenen 1956. 
Han er begravet på Tibirke Kirkegård.